# Jesus liebt Dich
Jesus liebt Dich ist ein deutscher Kinodokumentarfilm aus dem Jahr 2008 von Lilian Franck, Matthias Luthardt, Michaela Kirst und Robert Cibis. Er wurde rein beobachtend gedreht. Er hatte auf der Berlinale 2008 seine Weltpremiere. Jesus liebt Dich vermittelt, was es bedeutet, ein evangelikaler Missionar zu sein. Er zeigt einen Ausschnitt aus dem weltweiten Kampf zwischen religiösem Fundamentalismus und säkularer Aufklärung.
Die TV-Kurzfassung von 52 Minuten heißt Die Liga Gottes und enthält animierte Infografiken, welche in der längeren Kinofassung nicht vorkommen.

## Handlung
Im Sommer 2006 reisen mehr als 20.000 christliche Fundamentalisten aus aller Welt zur WM nach Deutschland. Es ist nicht die Leidenschaft für Sport, die sie mit den Millionen Fußballfans teilen, sondern liegt ihre Mission darin, das Christentum zurück nach Europa zu bringen. Einer von ihnen ist Scott Rourk, ein evangelischer Pastor aus New York City. Mit 250.000 US-Dollar gründete er seine eigene Kirche, deren Entstehung durch den Film Die Menschenfischer (2004) begleitet wurde. Rourk reist mit Cody Mui, einem von ihm Neubekehrten, nach Berlin. Dort treffen sie mit Tilman Pforr zusammen. Dieser studierte „Mission und Entwicklungshilfe“ an der University of the Nations und entwickelte anschließend ein Konzept, nach welchem er Missionare in ganz Deutschland einsetzt.                                                                                                                                                                                                                                  
Auf Schloss Hurlach empfängt Pforr die Missionsteams und hält täglich mit ihnen Gottesdienste ab, nach denen zu Spenden aufgerufen wird.
Begleitet wird auch Gershom Sikaala, der in Sambia geborene und aufgewachsene Missionar. Er macht es sich zur Aufgabe, in die muslimischen Länder Afrikas zu gehen, um sie von einer anderen, besseren Religion zu überzeugen. Durch die Organisation Jugend mit einer Mission kommt er schließlich nach Deutschland.

## Kritiken
„Frei von Geschwätzigkeit deutet er Parallelen zwischen Glauben und Fantum mit rein bildlichen Mitteln an und streut Basisinformationen klug als animierte Infografiken ein, die Aufschluss über die Ideologie der Evangelikalen und ihre Verbreitung geben. So bleiben die Dramaturgie und die Atmosphäre der eigentlichen dokumentarischen Erzählung unangetastet.“

„Rhetorisch geschliffener, weniger subjektiv und um eine faire, aber doch klare Haltung zu seinen Protagonisten bemüht, kommt "Jesus liebt Dich - Evangelikale auf WM-Mission" daher. In der aufklärerischen Tradition des Dokumentarischen und ohne Polemik führt der Film die Umtriebe fundamentalistischer Christen am Rande des deutschen Fußballsommers vor. Das ist informativ, vergnüglich und brisant. Unterhaltung kann auch etwas mit Haltung zu tun haben.“